# فوتبال در برزیل
مردم کشور برزیل بیشترین علاقه را در میان ورزش‌ها به فوتبال دارند و این ورزش در فرهنگ آن‌ها به خوبی جای گرفته‌است. برزیل به مرور زمان پیشرفت‌های فراوانی در فوتبال داشته‌است و امروزه بسیاری از دوستداران فوتبال، این کشور را پایتخت فوتبال می‌دانند.
کشور برزیل در قاره آمریکای جنوبی برترین تیم این قاره و جهان به‌شمار می‌رود و تنها تیمی در دنیا محسوب می‌شود که توانسته‌است ۵ عنوان قهرمانی در جام جهانی فوتبال را فتح کند و از این نظر موفق‌ترین تیم ملی و پرقدرترین تیم ملی جهان در تاریخ جام جهانی محسوب می‌شود.
کنفدراسیون فوتبال برزیل به نام سی‌بی‌اف (CBF) در سال ۱۹۲۳ به عضو فیفا درآمد و همچنین در سال ۱۹۱۶ عضو کنفدراسیون فوتبال آمریکای جنوبی به نام کونمبول (CONMEBOL) درآمد. برزیل غیر از ۵ قهرمانی جهان توانسته‌است ۴ بار عنوان قهرمانی جام کنفدراسیون‌ها را به دست آورد و در سطح قاره‌ای نیز افتخاراتی بی‌شمار کسب نموده‌است و می‌توان گفت تیم ملی برزیل ۷۵ عنوان بین‌المللی در تیم جوانان و بزرگ سالان دارد. تیم ملی برزیل تنها تیمی است در میان تیم‌های ملی در سطح جهان که توانسته‌است از زمان شروع مسابقات جام جهانی در سال ۱۹۳۰ همواره در تمامی جام‌های جهانی تا به امروز شرکت کند و از این لحاظ رکورددار می‌باشد و همچنین تیم ملی فوتبال برزیل تا قبل از شروع جام جهانی فوتبال ۲۰۱۰ همیشه در صدر رنکینگ جهانی فیفا حضور داشته‌است. در سال ۲۰۱۰ جای خود را به تیم ملی فوتبال اسپانیا داد.
تیم ملی فوتبال برزیل تنها تیمی است که توانسته‌است در ۴ قاره مختلف جهان قهرمان جام جهانی شود.
- اروپا ۱۹۵۸ سوئد
- آمریکای جنوبی ۱۹۶۲ شیلی
- ۲بار در آمریکای شمالی ۱۹۷۰ مکزیک و ۱۹۹۴ آمریکا

آسیا ۲۰۰۲ کره و ژاپن  - علامت رسمی تیم ملی فوتبال برزیل
کنایه معمول در مورد فوتبال، انگلیس فوتبال را اختراع کرد و برزیل آن را کامل کرد. کشور برزیل در سال ۲۰۱۳ میزبان رقابت‌های جام کنفدراسیون‌ها و در سال ۲۰۱۴ میزبان رقابت‌های جام جهانی بود

دوران طلایی تیم ملی برزیل و پله مربی برزیل وینسته فلوئا در جام جهانی ۱۹۵۸ در سوئد قوانین عجیب و سخت گیرانه‌ای را در تیم ملی باب کرد از جمله پوشیدن کلاه، گرفتن چتر، نکشیدن سیگار، پوشیدن لباس رسمی، صحبت نکردن با مطبوعات و … و تأثیراتی بر عملکرد بازیکنان در طی مسابقات گذاشت. این مربی برزیلی غیر از سخت‌گیری‌ها یک روان‌شناس و یک دندان پزشک به همراه تیم راهی جام جهانی کرد.